# Hemicampa osborni
Hemicampa osborni är en urinsektsart som beskrevs av Filippo Silvestri 1911. Hemicampa osborni ingår i släktet Hemicampa och familjen Campodeidae. Inga underarter finns listade i Catalogue of Life.